# SZOT-díj
A SZOT-díj különböző művészeti ágakban elért kiemelkedő eredményekért, kimagasló munkásságért, a dolgozók művelődésének segítéséért adományozható kitüntetés volt.
A díjat a Szakszervezetek Országos Tanácsa (SZOT) alapította 1958-ban. Évente egyszer adták át ünnepélyes díjkiosztón, a SZOT székházában, Budapesten. A SZOT elnöksége évenként 18-22 művészt részesített a díjban. Átadására minden évben május 1-jén került sor, a kitüntetést igazoló oklevéllel pénzjutalom is járt. Az irodalmi SZOT-díjat általában az előző év legjobbnak tartott kortárs témájú műve kapta.
A díj 1990-ben a SZOT-tal együtt megszűnt.

## SZOT-díjasok listája

### 1958–1959 díjazottak

#### 1958
- Lengyel József író, költő
- Szentiványi Kálmán író

#### 1959
- Démény Ottó költő
- Fejes Endre író
- Tímár Máté író

### 1960–1969 díjazottak

#### 1960
- Földeák János író, költő
- Molnár Géza író, újságíró
- Váci Mihály költő, politikus

#### 1961
- Galambos Lajos író, dramaturg
- Grandpierre Lajos író, újságíró
- Tabák András író
- Várkonyi Mihály író

#### 1962
- Ficzere László festő
- Köves Albin grafikus
- Krajcsirovits Henrik festő, grafikus, pedagógus
- Kurucz D. István festő
- Udvardi Erzsébet festő, grafikus

#### 1963
- Gaál István filmrendező
- Keres Emil színész, színigazgató
- Kocsis Albert hegedűművész
- Moldován István festő
- Rényi Tamás filmrendező
- Rutkay Ottó színész, színigazgató
- Sára Sándor operatőr, filmrendező
- Szakonyi Károly író

#### 1964
- Dobozy Imre író, újságíró
- Fehéri Tamás operatőr, filmrendező
- Fekete Gyula író, publicista
- Kazimir Károly rendező, főiskolai tanár
- Luzsicza Lajos festő, művészeti író
- Mihályfi Imre filmrendező, újságíró
- Olsavszky Éva színész
- Péchy Blanka előadóművész
- Szabó Iván szobrász, éremművész
- Tamás Ervin festő

#### 1965
- Básti Lajos színész, főiskolai tanár
- Berkesi András író
- Csemán Ilona keramikus
- Csőke József filmrendező
- Czinke Ferenc festő, grafikus
- Gera Éva festő
- Juris Ibolya textiltervező, grafikus
- Kolonits Ilona filmrendező
- Papp Lajos költő, újságíró
- Sipkay Barna író
- Szabó Gyula színész
- Varga Károly karnagy

#### 1966
- Berényi Ferenc festő
- Falvai Károly mérnök, koreográfus, etnográfus
- Horváth Ferenc színész
- József Attila Színház (csoportos)
- Kamotsy István szobrász
- Karsai Elek levéltáros, helytörténész
- Kenessey Jenő zeneszerző, karmester
- Kertész Ákos író
- Lendvay Kamilló zeneszerző
- Megyeri Károly riporter
- Novák Ferenc koreográfus
- Szemes Marianne filmrendező
- Zsurzs Éva filmrendező

#### 1967
- Antal Imre zongoraművész, színész, riporter
- Balogh Jenő festő, főiskolai tanár
- Berek Kati színész
- Fáklyavivők hanglemezsorozat szerkesztői (csoportos)
  - Pálinkás József előadóművész (csoportos)
  - Révész László karnagy
  - Szatmári Antal előadóművész
- Irodalmi Színpad (csoportos)
- Katona Ágnes zongoraművész
- Kocsis András szobrász
- Kollányi Ágoston filmrendező
- Moldova György író
- Soós Zoltán költő
- Szendrő Ferenc rendező, színész

#### 1968
- Czine Mihály irodalomtörténész, kritikus, egyetemi tanár
- Horváth Teri színész
- Kiss István szobrász, politikus
- Kovács András filmrendező
- Némethy Ferenc színész
- Pauló Lajos rendező
- Urbán Ernő író, újságíró
- Xantus Gyula festő, grafikus, főiskolai tanár

#### 1969
- Ákos Károly orvos, pszichológus
- Balázs Árpád (zeneszerző)
- Bokor Péter történész, filmrendező, író
- Gáll István író
- György István filmrendező
- Halász László színész
- Kamjén István író
- Major Tamás színész, rendező, színigazgató, főiskolai tanár
- Maróthy János zenetörténész
- Reisenbüchler Sándor animációsfilm-rendező
- Szepesi György rádióriporter, újságíró, sporttudósító
- Szigeti Károly színész, koreográfus, rendező
- Szirtes Ádám színész
- Tar István szobrász
- Várnai Zseni költő, író
- Zala Tibor grafikus

### 1970–1979 díjazottak

#### 1970
- Balla Ferencné filmrendező
- Baráth Lajos író
- Bicskey Károly színész, rendező
- Csáki-Maronyák József festő, főiskolai tanár
- Darvas József író, népművelési miniszter
- Dömötör János művelődéstörténész, múzeumigazgató
- Gábor Pál filmrendező
- Galgóczi Erzsébet író, politikus
- Gerzson Pál festő
- Giricz Mátyás rendező, színigazgató
- Hanzély Jenő keramikus
- Keleti Márton filmrendező
- Kerekes János zeneszerző, karmester
- Kiss Manyi színész
- Kroó György zenetörténész, zenekritikus, főiskolai tanár
- Marx György fizikus, egyetemi tanár
- Öveges József fizikus, piarista szerzetes, egyetemi tanár
- Popper Imre filmrendező, vegyész
- Simándy József operaénekes
- Stettner Béla grafikus
- Sztankay István színész
- Vass Lajos zeneszerző, karnagy
- Vészi Endre író, költő

#### 1971
- Blaskovits János történész
- Fehér Zsuzsa, D. művészettörténész
- Kállai Ferenc színész, főiskolai tanár
- Koncz Gábor színész, rendező
- Lóránt János Demeter festő, grafikus
- Máriássy Félix filmrendező, főiskolai tanár
- Marosi Gyula dramaturg, író
- Mura Péter karmester
- Simon István költő
- Solti Bertalan színész
- id. Szabó István szobrász
- Szemes Mari színész
- Tímár Sándor koreográfus, táncművész
- Vadász Ferenc író, újságíró
- Vásárhelyi Zoltán zeneszerző, karnagy, főiskolai tanár
- Vasvári István költő

#### 1972
- Balázs Anna író
- Balogh Mária újságíró
- Benjámin László író, költő, politikus
- Deák Sándor színész
- Deli Sándor ipari formatervező (csoportos)
- Dózsa-Farkas András szobrász, ipari formatervező
- Farkas Aladár szobrász
- Heinz Bogdán ipari formatervező (csoportos)
- Huszti Péter színész, rendező, főiskolai tanár
- Jámbor László operaénekes
- Jász Dezső hadtörténész
- Kling György festő
- Macskásy Árpád gépészmérnök, egyetemi tanár
- Medicor-formatervezők (csoportos)
- Mezei András költő, író
- Nádass József író
- Raffai Sarolta író, költő
- Ranódy László filmrendező
- Redő Ferenc festő, grafikus, iparművész
- Szalay Ferenc festő, grafikus
- Tolnay Klári színész
- Tóth Ferenc ipari formatervező (csoportos)
- Ujfalussy József zeneesztéta, főiskolai tanár
- Mészáros Márta filmrendező

#### 1973
- Bacsó Péter filmrendező
- Békési Gyula költő
- Benedek Árpád rendező, színész
- Czigány György költő, újságíró, zongoraművész
- Garai Gábor költő, műfordító, kritikus, politikus
- Gerő János író, újságíró
- Kulin György csillagász
- Mécs Károly színész
- Németh János keramikus, szobrász
- Pődör Béla karnagy, zeneszerző
- Rábai Miklós koreográfus
- Sulyok Mária színész, főiskolai tanár
- Szkladányi Péter fuvolatanár (megosztott)
- Szurcsik János festő
- Takács Imre költő, műfordító
- Varga Magda operaénekes
- Várnagy Attila fagottművész, zenetanár
- Vértessy Sándor újságíró

#### 1974
- Ambrus Éva iparművész, keramikus
- Baranyi Ferenc író, költő, műfordító
- Böszörményi Géza filmrendező, színész
- Dolgos János újságíró
- Fábián Zoltán író
- Finomkerámiaipari művek tervező kollektívája (csoportos)
- Gyarmathy Lívia filmrendező
- Györgyfalvay Katalin néptánc-koreográfus, táncművész
- Hézső Ferenc festő, grafikus
- Horváth Sándor színész
- Jókai Anna író
- Kemény Endre karmester
- Komlós János író, újságíró, humorista
- László-Bencsik Sándor író, szociográfus, koreográfus
- Loránd István zeneszerző
- Minya Mária iparművész	(csoportos)
- Pákolitz István író, költő
- Pásztor János színész
- Préda Tibor filmrendező
- Sapszon Ferenc karnagy
- Sipos Károly zenetanár
- Somogyi János festő
- Szekeres Károly keramikus (csoportos)
- Szombathy Gyula színész
- Takács Erzsébet szobrász

#### 1975
- Bakay Erzsébet textilművész, egyetemi tanár
- Csomós Mari színész
- Dévényi János ötvösművész
- Eck Imre koreográfus, díszlettervező, festő
- Fábri Zoltán filmrendező, színész
- Földes Imre zenetörténész, zeneszerző
- Gedeon Pál újságíró, lapszerkesztő
- Gerencsér Miklós író, újságíró
- Gyarmati Kálmán pedagógus
- Harsányi Gábor színész, író, színigazgató
- Hubay Győző koreográfus
- Kigyós Sándor filmrendező
- Kollár Kálmán karnagy
- Lőrincze Lajos nyelvész
- Mészáros Ferenc zenetanár
- Nagy Benjámin népművelő
- Petress István újságíró, rádiós műsorvezető
- Ratkó József költő, drámaíró
- Seregi László táncművész, koreográfus
- Törőcsik Mari színész
- Turgonyi Júlia szociológus

#### 1976
- Asperján György író, költő
- Balázs József író, dramaturg
- Bódy Irén textilművész
- Csongrády Kornél karmester
- Feledy Gyula festő, grafikus
- Grétsy László nyelvész, főiskolai tanár
- Halmos Béla népzenész, népzenekutató (megosztott)
- Hermann István filozófus, egy. tanár
- Jákó Pál színész, rendező
- Kamarás István író, szociológus
- Kishegyi Árpád operaénekes
- Lakó Sándor zenetanár
- László Lajos író, újságíró, szociográfus
- Magyar József operatőr, rendező
- Magyar Józsefné pedagógus
- Molnár Andrásné kulturális vezető
- Nagy Sándor szobrász
- Róbert Gábor zenepedagógus
- Sebő Ferenc zeneszerző, előadóművész (megosztott)
- Seöbő Ildikó zenetanár
- Sipos Tamás író, újságíró
- Sütő Irén színész
- Zsombolyai János operatőr, filmrendező

#### 1977
- Bali József karmester
- Bogina Elemér közgazdász, karmester
- Bordás György operaénekes
- Czeizel Endre orvosgenetikus
- Csongrádi Mária színész, rendező
- Demján Éva előadóművész
- Dorogi Zsigmond irodalomkritikus, rendező
- Féner Tamás fotóművész, fotóriporter
- Fukász György filozófus
- Gobbi Hilda színész
- Karácsonyi Jánosné könyvtáros
- Kováts György kulturális vezető
- Madaras József színész, színházi rendező
- Matuz Józsefné újságíró
- Mesterházi Lajos író
- Mikus Sándor szobrász, éremművész, főiskolai tanár
- Orsovszky István táncos, koreográfus
- Radnai György operaénekes
- Vámosi János táncdalénekes (megosztott)
- Veress József filmesztéta
- Záray Márta táncdalénekes (megosztott)

#### 1978
- Ásztai Csaba ipari formatervező, festő, grafikus (megosztott)
- Avar István színész, főiskolai tanár, politikus
- Bertha Bulcsu író, publicista
- Bessenyei Ferenc színész
- Buga László orvos, író, rádiós műsorvezető
- Csák Gyula író, szociográfus
- Kabos Ernő történész
- Katona Zsuzsa szobrász
- Kemény Éva alkalmazott grafikus (megosztott)
- Maróthi Gyula pedagógus, kulturális vezető
- Moldován Stefánia operaénekes
- Nagy Albert táncos, koreográfus
- Orosz Adél balettművész
- Ötvös István munkás
- Petur György zongoraművész, zenei rendező
- Pintér Ferenc operaénekes
- Róna Péter filmrendező
- Soltész György ötvös (megosztott)
- Sós László grafikus (megosztott)
- Suka Sándor színész
- Szabó István, ifj. szobrász
- Szanthoffer Imre grafikus
- Szentgallay Géza író, újságíró
- Szücs László rendező
- Tréfás György operaénekes

#### 1979
- Antal András Attila keramikus
- Bánffy György színész, politikus
- Bárány Tamás író, költő, kritikus
- Béres Ferenc dalénekes
- Chrudinák Alajos újságíró
- Csemán Ilona keramikus
- Cser Gusztáv karmester
- Dénes Antal vegyészmérnök
- Egyed Emma, Sz. szobrász, éremművész
- Erényi Tibor történész
- Foltin Jolán koreográfus, táncművész
- Gádor István keramikus, főiskolai tanár
- Hadics László színész
- Horváth Árpád rendező
- Horváth Sándor keramikus, iparművész (csoportos)
- Pécsi Ildikó színész
- Reich Károly grafikus
- Romhányi Építési Kerámiagyár tervezőkollektívája (csoportos)
- Sárkány Jenő orvos, gyermekgyógyász
- Schiffer Pál filmrendező
- Szél Júlia újságíró, riporter
- Thiery Árpád író
- Tolnai János népművelő

### 1980–1991 díjazottak

#### 1980
- Adorján Lajos népművelő
- Aradi Nóra művészettörténész, egy. tanár
- Bokor László filmrendező, újságíró, politikus
- Galambos Tibor táncművész, koreográfus, könyvtáros
- Gyöngyössy Imre forgatókönyvíró, rendező
- Hegyi Imre újságíró, karnagy
- Inke László színész
- Ipper Pál újságíró, diplomata
- Kabay Barna forgatókönyvíró, filmrendező
- Kakucsi Géza pedagógus
- Kalló Viktor szobrász
- Kapusi Rózsa újságíró
- Karai József zeneszerző, karnagy
- Kis István alezredes, karnagy
- Kovács Kati előadóművész, színésznő, dalszerző
- Kovalik Márta újságíró
- Lóránd Hanna színész
- Olcsai-Kiss Zoltán szobrász, éremművész
- Raszler Károly grafikus, főiskolai tanár
- Rodolfo bűvész
- Sas József színész, humorista, rendező, író
- Tóth Béla író, könyvtáros
- Zelk Zoltán költő

#### 1981
- Bán János újságíró
- Bodor Tibor színész
- Bretus Mária balettművész, balettpedagógus
- Bródy János előadóművész, zeneszerző, szövegíró (megosztott)
- Dárday István filmrendező (megosztott)
- Dajka Margit színész
- Dobray István karnagy
- Fabók Gyula festő, iparművész
- Gábor Móric festő
- Hetényi János balettművész
- Kállay Ilona színész
- Lukács Ervin karmester
- Marosán György politikus, emlékiratíró
- Maróti Lajos író, költő
- Pallos Béla zenepedagógus, karvezető
- Papp István gépészmérnök
- Pintér István történész
- Rapcsányi László újságíró, szerkesztő
- Sas Elemér fizikus
- Somogyi József szobrász, főiskolai tanár
- Szalai Györgyi filmrendező (megosztott)
- Szörényi Levente zenekarvezető, dalszerző, énekes, gitáros (megosztott)

#### 1982
- Béres Ilona színész
- Botka Valéria karnagy, zenepedagógus (megosztott)
- Bursits Tiborné igazgató
- Csáky Lajos festő, grafikus
- Csányi László karnagy (megosztott)
- Dalanits György művészeti vezető
- Dobák Lajos színész
- Fekete Ferenc iparművész (megosztott)
- Gál Mátyás tervezőgrafikus
- Hincz Gyula festő, grafikus, főiskolai tanár
- Holakovszky István újságíró, szerkesztő-riporter
- Horváth Tibor rendező
- Kirchmayer Károly szobrász
- Ladányi Mihály költő
- Leitner Sándor festő, grafikus, pedagógus
- Major Sándor osztályvezető
- Neuwirth Gábor pedagógus (megosztott)
- Perényi István politikai munkatárs
- Prohászka Margit iparművész (megosztott)
- Raics István költő, műfordító, zenekritikus, zongoraművész
- Rózsa János filmrendező
- Szabó Magda író, költő, református egyházmegyei főgondnok
- Szendrő Péter mezőgazdasági gépészmérnök, egy. tanár (megosztott)
- Turpinszky Béla operaénekes

#### 1983
- Barcsay Jenő festő, grafikus, főiskolai tanár
- Botka Ferenc irodalomtörténész, bibliográfus
- Csőke Anna könyvtáros
- Fényes Tamás fotóművész, fotóriporter
- Fodor András író, költő, műfordító
- Gácsi Sándor riporter
- Hegedűs D. Géza színész, rendező
- Hévizi Piroska festő, grafikus
- Hunya István szakszervezeti vezető
- Imre István bábfilmrendező
- Imre István festő, grafikus
- Katkó István író, újságíró
- Kiss Dénes író, költő
- Koszta Rozália festő, művészettörténész
- Kozma Ferenc közgazdász
- Körmendi János színész
- Ligeti Erika szobrász, éremművész
- Magyar Barokk Trió (csoportos)
  - Bartha Zsolt gordonkaművész
  - Csetényi Gyula fuvolaművész, pedagógus
  - Végvári Csaba zongora- és csembalóművész
- Moór Mariann színész
- Nemeskürty István irodalomtörténész, filmtörténész, író, főiskolai tanár, politikus
- Nógrádi László karnagy
- Stoller Antal koreográfus
- Tatabányai Bányász Színpad amatőr együttese (csoportos)

#### 1984
- Andor Éva operaénekes, főiskolai tanár
- Berkes Erzsébet kritikus, dramaturg
- Ferge Zsuzsa szociológus, egy. tanár
- Gaál Gabriella előadóművész, dalénekes (megosztott)
- Gálvölgyi János színész, humorista
- Gémes József rendező
- Haumann Péter színész
- Jogi Esetek tv-műsor alkotógárdája (csoportos)
  - Baranyai János újságíró
  - Endrődi Sándor rendező
  - Erőss Pál jogász
  - Fluckné Papácsy Edit külső munkatárs
  - Koós Béla szerkesztő
  - Kovács Béla munkatárs
- Király József pszichológus
- Kiss Imre zenei szerkesztő
- Kiss Roóz Ilona keramikus
- Kricskovics Antal táncművész, koreográfus
- Madarász Katalin előadóművész, dalénekes (megosztott)
- Müller János igazgató
- Nagy János titkár
- Ruttkai Éva színész
- Szabó Tibor karnagy
- Szappanos István festő
- Szilágyi Tibor színész
- Tamási Lajos költő
- Tóth István fotóművész
- Varga Imre szobrász
- Veress Miklós író, költő, műfordító

#### 1985
- Alföldy Jenő irodalomtörténész, kritikus
- Astra Bábegyüttes (csoportos)
  - Erdélyi Tibor táncos, koreográfus, népi iparművész
  - Fasang Árpád zeneszerző, karnagy
- Bódis Irén színész
- Csiki László költő, író, műfordító
- A Felvonulók kérték tv-műsor alkotógárdája (csoportos)
  - Bánki Iván filmrendező
  - Bosnyák Miklós főgyártásvezető
  - Buzáné Fábri Éva televíziós és rádiós szerkesztő
  - Lukács Ágnes, M. rendező
  - Szegvári Katalin szerkesztő-riporter, újságíró
- Győri László újságíró, költő, könyvtáros
- Gyurcsek Ferenc szobrász, éremművész
- Halász Judit színész, énekes
- Jákó Vera előadóművész, nótaénekes
- Janikovszky Éva író
- Kalász László költő, könyvtáros
- Keresztury Dezső irodalomtörténész, kritikus, író, költő
- Kiss József gazdasági vezető
- Környei Attila muzeológus, történész
- Markó Iván balettművész, koreográfus
- Neményi Ferenc operatőr, rendező
- Osztojkán Béla író, költő
- Petrák Katalin történész
- Ráday Mihály városvédő, operatőr, rendező
- A Szabó család rádióműsor alkotógárdája (csoportos)
  - Baróti Géza újságíró
  - Forgács István író
  - László Endre író, színházi rendező
  - Liska Dénes dramaturg, író
  - Major Anna rovatvezető
- Tápai Antal szobrász
- Tusa Erzsébet zongoraművész
- Vasy Géza irodalomtörténész, kritikus
- Verebes Károly színész

#### 1986
- Ancsel Éva filozófus, egy. tanár
- Bahget Iskander fotóművész
- Bán Róbert filmrendező, kritikus
- Bereményi Géza író, dramaturg, filmrendező
- Boross Lajos cigányzenész, prímás
- Darabos István erdőmérnök
- Dóry József dalénekes, nótaszövegíró
- Ezüst György festő
- Falurádió műsor alkotóközössége (csoportos)
  - Berta Béla újságíró
  - Búzás Andor újságíró, költő
  - Kovács Jenő újságíró
  - Perjés Klára újságíró
  - Simon Ferenc újságíró
- Felkai Eszter színész
- Garas Dezső színész
- Jachinek Rudolf színész, rendező
- Lakatos Iván filmrendező, operatőr
- Madarász Gyula festő
- Nolipa István Pál festő
- Pálfai Gábor fotóriporter
- Radványi Dezső dramaturg, író, újságíró
- Sólyom-Nagy Sándor operaénekes
- Tamás Menyhért író, költő, műfordító
- Tillai Aurél karnagy, főisk. tanár
- Tőkei Ferenc irodalomtörténész, műfordító, sinológus
- Vratni József igazgató
- Zsolnay porcelángyár tervezőkollektívája (csoportos)
  - Fürtös György keramikus, szobrász
  - Gazder Antal keramikus
  - Török János keramikus

#### 1987
- Bakos Tamás grafikus, papírművész, főiskolai tanár
- Deme László nyelvész, egyetemi tanár
- Gregor József operaénekes
- Juhász Judit újságíró, szóvivő
- Koltai Róbert színész, rendező
- Lehoczky Győző orvos
- Rossa László zeneszerző
- Szabó Bálint történész
- Szabó István, id. szobrász
- Szőnyi G. Sándor rendező
- Tatay Sándor író
- Tóth István főiskolai tanár
- Tóth Valéria énekművész, szobrász
- Vitézy László filmrendező, operatőr

#### 1988
- Az Ablak c. televízióműsor alkotóközössége (csoportos)
  - Bálint György kertészmérnök, újságíró, főiskolai tanár
  - Déri János újságíró
  - Feledy Péter riporter
  - Herzán Miklós szerkesztő
  - Horváth Ádám rendező
  - Peták István újságíró
  - Sárközi Erika MTV munkatársa
  - Wisinger István újságíró
- Árkus József újságíró, író, humorista
- Baranyi Ferenc író, költő, műfordító
- Barczi Pál grafikus
- Benkő Zsófia táncpedagógus
- Buda Ferenc költő, műfordító
- Buda István szobrász
- Czinder Antal szobrász
- Cseres Tibor író, újságíró
- Cserhalmi György színész
- Eördögh János fuvolaművész, karnagy
- A Hajdú-Bihar megyei üzemi tárlatok rendezőkollektívája (csoportos)
  - Égerházi Imre festő
  - Maghy Zoltán festő
  - Szilágyi Elek festő
  - Tar Zoltán festő
- Király István irodalomtörténész, egy. tanár
- Király Levente színész
- Knoll István filmrendező, operatőr
- Meixner Mihály zenekritikus, zenei szerkesztő
- Nádorfi Lajos operatőr
- Sebestyén Márta előadóművész, népdalénekes
- Szécsényi Ferenc operatőr
- Tacai Zoltán karnagy, énektanár
- Tóth György főmunkatárs
- Trogmayer Ottó muzeológus, régész
- Vencsellei István fotóművész

#### 1989
- Ágh Attila politológus, egyetemi tanár
- Alapfy Attila fotóművész, alkalmazott fényképész
- Brenner György grafikus, karikaturista
- Farkas Árpád költő, író, műfordító, lapszerkesztő
- Fitz Péter művészettörténész
- Gyöngyösi Mihály építész (megosztott)
- Hunyadi Zoltán karnagy
- Illés László irodalomtörténész
- Juhász Árpád geológus, tv-szerkesztő
- Kaláka (csoportos)
  - Becze Gábor zenész
  - Gryllus Dániel előadóművész
  - Huzella Péter dalszerző, énekes
  - Radványi Balázs
- Kecskés József népművelő
- Kertai László építész (megosztott)
- Kokas Klára zenepedagógus
- Komlós Juci színész
- Makovecz Imre építész, belsőépítész
- MÁV Tüdőgyógyintézet sebészeti csoportja (csoportos)
  - Baranyai Lajos orvos
  - Kas József
  - Molnár János orvos
  - Pommersheim Ferenc orvos
  - Reigler András adjunktus
- Mészáros Márta filmrendező
- Pécsi Körzeti Stúdió Sorstársak című műsorának kollektívája (csoportos)
  - Békés Sándor író, újságíró
  - Bükkösdi László tv-rendező
  - Füzes János felelős szerkesztő
- Sáros László építész
- Sütő András író
- Szabó Éva újságíró
- Szabó Ivánné főmunkatárs
- Szombathelyi Szimfonikus Zenekar (csoportos, nem fogadta el)
- Varga Mátyás festő, díszlettervező, főiskolai tanár
- Zsuráfszky Zoltán táncművész, koreográfus

#### 1990
- Csukás István író

#### 1991
- König Róbert grafikus